# Livio Corazza
Livio Corazza (* 26. listopadu 1953 Pordenone) je italský římskokatolický duchovní a biskup Forlì-Bertinoro.

## Život
Narodil se 26. listopadu 1953 v Pordenone.
Vstoupil do kněžského semináře v rodném městě. Teologické vzdělávání získal na Institutu svaté Justýny v Padově. Dne 21. června 1981 byl biskupem Abramem Freschim vysvěcen na kněze a inkardinován do diecéze Concordia-Pordenone. Stal se farním vikářem v Porcii a roku 1985 ve Fiume Veneto, kde působil do roku 2007 kdy se stal pastoračním asistentem v Zoppola (Orcenico Superiore).
V rámci diecézní kurie zastával funkci vedoucího úřadu pro sociální pastoraci a práci, byl ředitelem diecézní charity a byl zodpovědný za vztahy s evropskými charitami. Roku 2011 byl ustanoven farářem katedrály svatého Štěpána v Concordia Sagittaria. Byl také kanovníkem katedrály durante munere.
Dne 23. ledna 2018 jej papež František jmenoval biskupem Forlì-Bertinoro. Biskupské svěcení přijal 17. března z rukou biskupa Giuseppe Pellegriniho a spolusvětiteli byli biskup Lino Pizzi, biskup Claudio Cipolla a arcibiskup Matteo Maria Zuppi.